# Ueda Kyohei
Kyohei Ueda (sinh ngày 7 tháng 5 năm 1999) là một cầu thủ bóng đá người Nhật Bản.

## Sự nghiệp câu lạc bộ
Kyohei Ueda đã từng chơi cho Cerezo Osaka.